# 오토봇

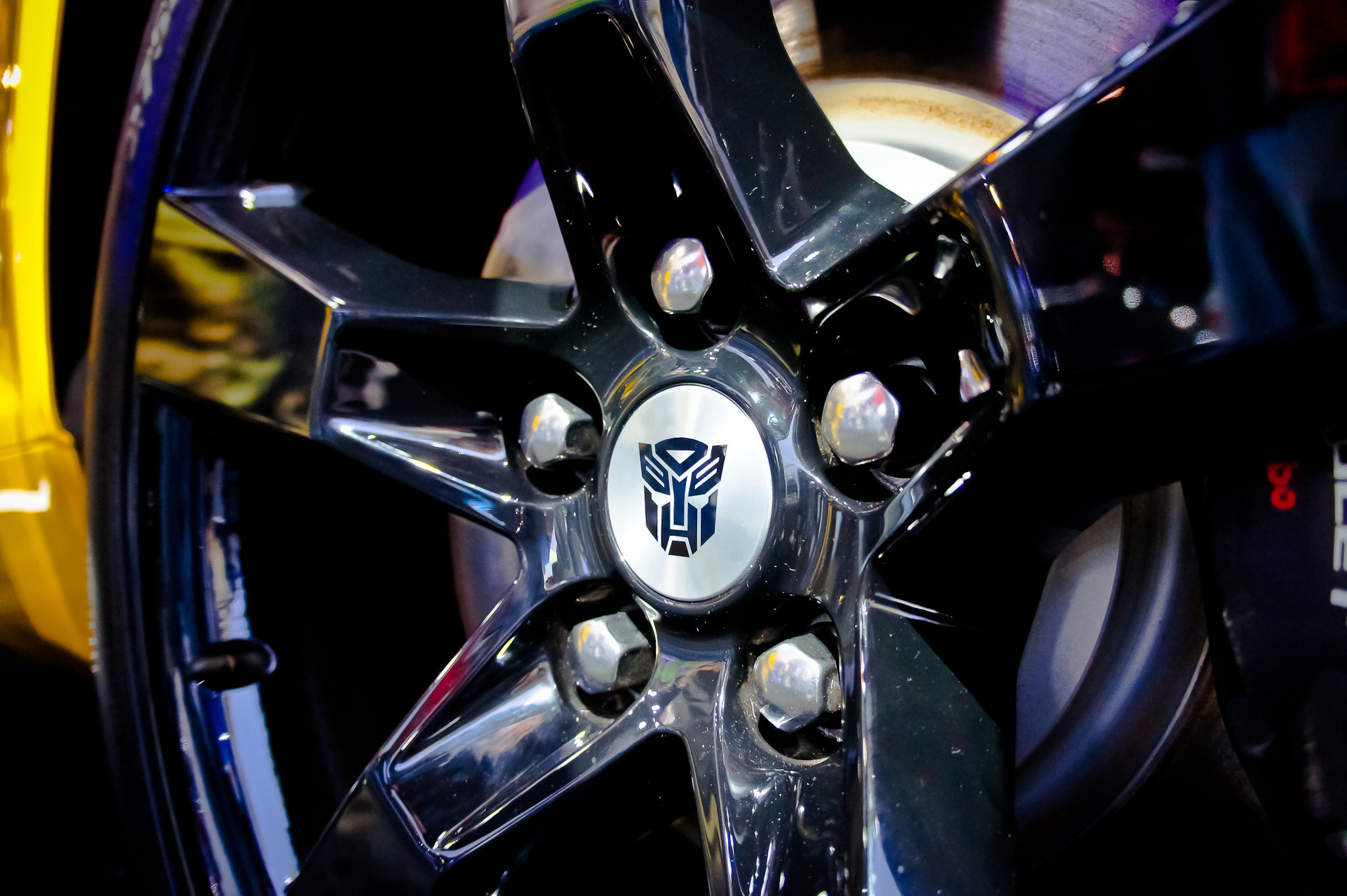
오토봇의 로고

오토봇(Autobot)은 트랜스포머의 세력 중 하나로, 사이버트론 행성에서 살던 기계 생명체들이다. 디셉티콘이라는 세력과 대립 관계에 놓여있으며 다중우주 (멀티버스) 설정으로 다른 작품, 다른 세계관 마다 탄생 기원이 다르다. 일본에서는 그들이 '사이버트론'(サイバトロン)으로 알려졌으며, 이는 그들의 고향 행성 사이버트론을 따서 명명되었습니다.

## 내용
큐브라는 에너지물질이 지구에 불시착해 큐브를 디셉티콘 보다 앞서 찾기 위해 오토봇들은 지구에 오게된다.

## 같이 보기
- 디셉티콘
- 마블 코믹스